# باسل (اسم)
بَاسِل هو اسم علم مذكر من أصل عربي، وجاء الاسم على صيغة الفاعل، ومعناه هو الشجاع والشديد والأسد.

## شخصيات تحمل الاسم
- باسل آرثر بروت
- باسل آل زريع
- باسل أبو بطنين
- باسل أبو حمدان
- باسل الأسد
- باسل الأعرج
- باسل البحراني
- باسل البياتي
- باسل الحاج
- باسل الحضيف
- باسل الخطيب
- باسل الدوسري
- باسل الراشد
- باسل الراوي
- باسل الزارو
- باسل السيالي
- باسل السيد
- باسل الشعار
- باسل العزيز
- باسل العلي
- باسل الفنيطل
- باسل الفهد
- باسل الكبيسي
- باسل الكيلاني
- باسل المقوسي
- باسل المهوس
- باسيل ألين
- باسل أوكونور
- باسل بن ضبة بن إد
- باسل بوجي
- باسل تومسون
- باسل جرادي
- باسل جونز
- باسل حاتم
- باسل حسين البحراني
- باسل حمود الصباح
- باسل حيدر
- باسل خرطبيل
- باسل خليل
- باسل خياط
- باسل دين
- باسل زاهروف
- باسل سلطان
- باسل سميح
- باسل شبيب
- باسل شحادة
- باسل شعبان
- باسل شيخو
- باسل طه
- باسل عادل
- باسل عباس وروان أبو رحمة
- باسل عبد العزيز
- باسل عبد الله
- باسل عبد النبي
- باسل عدرا
- باسل عطا الله
- باسل عقل
- باسل غطاس
- باسل فاضل
- باسل فانوس
- باسل فطراوي
- باسل فليحان
- باسل كوركيس
- باسل كينغ
- باسل مالكوم آرثر
- باسل محرز
- باسل محمد
- باسل مصطفى
- باسل مهدي
- باسل مور
- باسل مورو
- باسل ناصر
- باسل هنريكوس
- باسل ولفرتون